# Falanga (bojni poredak)
Falanga je bila bojni poredak pješaštva u antičko doba. U antičkoj Grčkoj vojne postrojbe bile su organizirane u falange. To je karakterističan bojni složaj koji se sastoji od gusto poredanih hoplita s dugim kopljima (zvana dory ili sarisse) u ravnim redovima koji u konačnici čine kvadrat. Koplja su bila preko 300 cm tako da su hopliti i iz četvrtog reda mogli sudjelovati u boju prvog reda. Zaštićeni okruglim štitom od oko 1 m u promjeru i brončanom kacigom, sve to u savršeno uvježbanoj formaciji, falange su bile neprobojni živi zid i nepremostiva prepreka konjicama Istoka. Kasnije taj način borbe preuzimaju Makedonci koji koriste duža koplja. Nedostatak tog načina ratovanja njegova je relativno slaba pokretljivost pa su u srazu s Rimskim legijama redovito gubili inicijativu na bojnom polju.
Falange nestaju kao zastarjeli način da bi se u drugom obliku ponovno pojavile krajem 15. i početkom 16. stoljeća kad se pokazala potreba takvih gustih redova pješaka protiv konjice onog doba, no traju svega oko sto godina da bi konačno, početkom 18. stoljeća zauvijek otišle u povijest.

## Grčka falanga
Grčka falanga je zajednička gotovo svim grčkim gradovima-državama klasičnog doba. Nije imala utvrđene dubine. Broj vrsta se mijenjao od bitke do bitke (najčešće između 8 i 12), s tim što je prvi većem broju vrsta broj redova bio manji jer je falanga paralelogram čije stranice, pri istom broju boraca, stoje u obrnutom srazmjeru. Udaljenost i razmak između boraca bili su oko 1 m, tako da su slobodno mogli rukovati oružjem. U takvoj falangi mogu se istovremeno boriti samo prve dvije ili tri vrste, dok su ostale služile za zamjenu mrtvih i ranjenih, a još više da fizički i moralno pritišću prednje linije. Teoretski dublja falanga će pobijediti pliću, iako, pri istoj širini isti broj boraca u akciji. Dubina, naime sadrži u sebi princip rezerve i dinamički potencijal, i daje probojnu snagu, a širina omogućava obuhvat i djelovanje na bokove. Slaba mjesta falange su njezini bokovi. Za obranu od bočnog napada krilni redovi moraju okrenuti front ustranu, a to dovodi do gubitka dinamičke snage, pa čak i do cijepanja falange.
Po svom taktičkim kvalitetama, grčka falanga je izrazito monolitna, neraščlanjena formacija, skoro isključivo ofenzivna, bez ikakve manevarske sposobnosti — može djelovati samo pravcem u kojem je orijentirana. Njena unutrašnja podjela imala je samo organizacijski značaj i služila je za postrojavanje i formiranje kolone za stupanje. Prema Ksenofontu, u Spartanaca je red bio osnova falange. Ljudi istog reda pripadali su istoj desetini. Desetina (loha) Ksenofontove Kirupedije imala je 24 čovjeka, a mogla se postaviti u 1, 2, 3 ili 4 reda. Četiri lohe tvorile su taksu. Prve vrste falangi zauzimale su starješine loha, njeni najabolji borci. No i u zadnje vrste se stavljalo bolje ljudstvo da bi se falanga čvrsto uokvirila, kako bi se spriječilo osipanje i panika, a osigurao pritisak koji falangu gura naprijed.
Protivničke falange postavljale su se pred bitku paralelno, pa su se zatim kretale jedna prema drugoj ispruženim kopljima. Neposredno pred sudar prelazile bi u trčeći korak da bi povećale udarnu snagu. Pri sudaru se često događalo da su desna krila obje strane bila pomalo istaknuta i natkriljavala lijeva. Taj postupak razvio se, vjerojatno, iz težnje da se protivniku priđe desnom stranom jer su borci imali oružje u desnoj ruci, a štit u lijevoj. Na desna krila stavljani su i bolji borci, pa su u mnogim bitkama desna krila na objema stranama pobjeđivala suprotna lijeva, a zatim rješavala bitku u međusobnom sudaru. No, i pored toga, bitke su bile u osnovi paralelne i linearne. Lako pješaštvo (naoružano bacačkim oružjem) i konjica, ako se koristila, igrale su sporednu ulogu i samo je štitila bokove falangi.
Falanga je prvi povijesni taktička formacija, prvi jasan borbeni poredak u kojem se rad pojedinaca slijevao u zajednički napor. Falanga je spartanskog (dorskog) podrijetla, ali se proširila posvuda po Grčkoj kao vrlo pogodan stroj za grčku građansku policiju. Koherentna cjelina falange stvara iz mnoštva cjelinu u kojoj mogu zadovoljiti i manje vješti i srčani borci.
U taktiku falangi Epaminonda unosi bitne promjene. Postavivši sebi cilj da pobjedi desno protivnikovo krilo, koje je redovno isticano naprijed i često pobjeđivalo, on prenosi težište na lijevo svoje falange. No tamo ne prebacuje samo kvalitetom boraca, kako se dotada radilo u Grčkoj s desnim krilom, nego brojem samih boraca. Lijevo krilo falange pojačava na 50 vrsta i pretvara ga u duboku udarnu kolonu na čijem su čelu najbolji borci. To ide na štetu centra i desnog krila koji su sasvum slabi, a da ih protivnik ne bi pregazio, on ih postavlja stepenasto unazad. Lijevo krilo koje ističe treba udarati protivnikovo desno krilo, prije nego što vlastito krilo bude uništeno. Protivnici se sada ne sudaraju paralelno nego koso.

## Makedonska falanga
Makedonsko teško pješaštvo (pezeteri) borili su se u falangi od 16 vrsta, samo je njihova bila zbijenija, pa je više vrsta moglo postaviti svoje sarisse prema fronti. Bila je podijeljena na takse ili falange, koje su predstavljale kontingente iz okruga za novačenje. Takse su se dalje dijelile na lohe, lohe na desetine, no te jedine su imale jako malo taktičkog značaja. U odnosu na grčku, makedonska falanga nije predstavljala napredak u taktici ratovanja. Ona je bila glomaznija od grčke te osjetljivija na bokovima, Elastičnost na bojištu postizana je suradnjom rodova.
O falangi Filipa II. i njegovog sina Aleksandra III. Makedonskog nema mnogo izravnih pisanih dokaza. Njezine karakteristike se više naslućuju nego izvode iz izvora, no zna se da je stalno bila u procesu razvitka. Pezeteri, naoružani kopljima dugim 4,93 m (kasnije 4,32 m) postavljeni su obično u 8 vrsta. Udaljenost između pojedinaca bila su 0,9 m, a razmak po dubini 0,6 m. Bio je to nepristupačan, neprobojan zid kopalja, neprobojnog udara kajda bi se kompaktno obrušio na neprijatelja. Jedini nedostatak makedonske falange bila je njezina slaba pokretljivost i manevriranje.

## Manipularna falanga
Rimljani su prihvatili grčku falangu, ali su je od Drugog punskog rata razvili u učinkovitiji instrument. U rimskoj falangi teško pješaštvo je bio podijeljeno po starosti u tri grupe, postavljene u tri linije po dubini. U prvoj su se liniji nalazili najmlađi borci (hastati), za njima na 60—80 m borci srednje starosti (principi) te u trećem redu udaljeni oko 100 m, najstraiji (triari). Svaka od ovih linija dijelila se na 10 manipula, koje su postrojavanje paralelno rastojanju približnom njihovoj širini. Manipule hastata i principa imale su po 120 ljudi (6 vrsta i 20 redova), a manipule trijara samo po 60 (3 vrste i 20 redova). Osim mača, hastati i principi su imali i koplje za bacanje, a trijari za bodenje. Manipule druge i treće linije pokrivale su međuprostore između manipula prve, odnosno druge linije. U manipularnoj falangi legije su postavljane paralelno.
Manipule su začeci taktičkih jedinica unutar falange, pa su stoga dobile očljiv znak — zastavu oko koje su se okupljali njezini borci. Svaka manipula imala je dvije centurije. Manipularna falanga polazila je u napad korako, zatvarajući postupno intervale između manipula. Pred sudar su bacana koplja, a zatim su se manipule prve linije obarale na naprijatelja mačevima. Manipule principa popunjavale su praznine nastale u liniji hastata, a i jedne i druge uvlačile su se kroz pukotine u nerpijateljev raspored. Pri dužoj borbi principi su mijenjali hastate.
Polibije objašnjava poraz Grka u borbi s Rimom razlikom u učinkovitosti makedonske i manipularne falange. Uspoređujući ih dolazi do zaključka da je prva snažnija u frontalnom sudaru na ravnom zemljištu bez prepreka, a druga može djelovati na svakom terenu pa i izbjegavati sudar dok situacija ne bude povoljnija za njezino djelovanje. Makedonsku falangu može u nered dovesti svaki rov, šikara i šumarak, a tada se manipule rimske falange mogu baciti u otvorene prolaze i djelovati bočno, a ne čelno. U daljnjem razvoju manipularne falange dolazi do taktike borbenih redova u formi koja se javlja u bitci kod Zame. Drugi borbeni red ne djeluje čelno kroz međuprostor, nego bočno u kritičnom trenutku bitke.

## Falanga kohorti
U kasnijoj profesionalnoj rimskoj vojsci legija postaje jednorodno tijelo od 10 kohorti po 3 manipule, od po 200 ljudi. Stvaranjem kohorti falanga se raščlanila na taktičke jedinice kojima se moglo manevrirati. Zapovjednik ih je mogao postavljati u jedan ili više razina po dubini, pokretati u toku borbe, razdvajati, spajati, upotrebljavati u središtu bitke ili na krilima. Kohorte su postale vrhunac razvoja falange u vrijeme Rimskog Carstva.

## Vanjske poveznice
|  | Zajednički poslužitelj ima još gradiva o temi Falanga (bojni poredak) |

- https://www.worldhistory.org/article/110/the-greek-phalanx/
- [neaktivna poveznica]